# Mathematical Reviews
«Mathematical Reviews» — журнал, видаваний Американським математичним товариством (АМТ), який містить короткі конспекти та, в деяких випадках, оцінки багатьох статей з математики, статистики та теоретичної інформатики. АМТ також публікує відповідну онлайнову бібліографічну базу даних під назвою MathSciNet, яка містить електронну версію «Mathematical Reviews» та додаткову інформацію про цитування понад 3,5 мільйонів праць станом на 2018 рік.

## Огляд
«Mathematical Reviews» заснував Отто Е. Нойгебауер в 1940 році як альтернативу німецькому часопису «Zentralblatt für Mathematik», який він заснував десятиліттям раніше, де нацисти почали цензурувати статті єврейських математиків. Метою нового журналу було дати відгуки на кожну з публікацій щодо математичних досліджень.
Станом на листопад 2007 року база даних «Mathematical Reviews» містила інформацію про понад 2,2 мільйони статей. Авторами рецензій є добровольці, яких зазвичай обирають редактори, з певним досвідом у галузі статті. «Zentralblatt für Mathematik» — єдиний комплексний ресурс цього типу. (Розділ «Математика» у «Реферативному журналі» доступний лише російською мовою і є меншим за обсягом та важкодоступним). Часто відгуки дають детальний виклад змісту статті, іноді з критичними коментарями рецензента та посиланнями на відповідні роботи. Однак, рецензентам не рекомендується критикувати статтю, оскільки автор не має можливості відповісти. Автореферат може бути цитований, коли неможливо дати незалежну рецензію або коли рецензент або редакція вважають автореферат адекватним. Коли твір написано незвичною мовою, коли це коротка стаття у томі конференції або коли вона виходить за межі основного кола відгуків, може бути надано тільки бібліографічну інформацію. Спочатку відгуки писалися кількома мовами, але згодом допускалася «лише англійська». Вибрані відгуки (так звані «зразкові відгуки» — англ. featured reviews) АМТ також видавало як книгу, але цю програму припинена.

## Інтернет-база даних
У 1980 році весь зміст «Mathematical Reviews» з 1940 року інтегровано в електронну базу даних. Зрештою вміст став частиною програми MathSciNet, офіційно запущеної в 1996 році. MathSciNet також має велику інформацію про цитування.

## Математичний коефіцієнт цитування
«Mathematical Reviews» обчислює «математичний коефіцієнт цитування» (МКЦ) для кожного журналу. Як і коефіцієнт впливовості, це числова характеристика, яка вимірює частоту цитування журналу. МКЦ обчислюється підрахунком загальної кількості цитат у журналі, проіндексованих «Mathematical Reviews» протягом п'ятирічного періоду, та діленням її на загальну кількість статей, опублікованих журналом за цей п'ятирічний період.
За період 2012—2014 рр. «Mathematical Reviews» визначив п'ять найкращих журналів за МКЦ:
1. Acta Numerica — МКЦ 8.14
2. Publications Mathématiques de l'IHÉS — МКЦ 5.06
3. Journal of the American Mathematical Society — МКЦ 4.79
4. Annals of Mathematics — МКЦ 4.60
5. Forum of Mathematics, Pi — МКЦ 4.54

«МКЦ всіх журналів» обчислюється врахуванням усіх журналів, проіндексованих «Mathematical Reviews» як єдиного мета-журналу, що дозволяє визначити, чи має конкретний журнал вищий, чи нижчий МКЦ, ніж середній. МКЦ всіх журналів за 2018 рік — 0,41.

## Поточні математичні публікації
Поточні математичні публікації — це предметний покажчик у друкованому форматі, який публікував найновішу та майбутню математичну літературу, обрану та проіндексовану редакторами «Mathematical Reviews». Він охоплював період з 1965 року до припинення випуску 2012 року.